# Connor Howe
Connor Howe (Regina, 10 de junio de 2000) es un deportista canadiense que compite en patinaje de velocidad sobre hielo.
Ganó cuatro medallas en el Campeonato Mundial de Patinaje de Velocidad sobre Hielo en Distancia Individual entre los años 2021 y 2025.
Participó en los Juegos Olímpicos de Pekín 2022, ocupando el quinto lugar en las pruebas de 1500 m y pesecución por equipo.

## Palmarés internacional
| Campeonato Mundial en Distancia Individual | Campeonato Mundial en Distancia Individual | Campeonato Mundial en Distancia Individual | Campeonato Mundial en Distancia Individual |
| Año                                        | Lugar                                      | Medalla                                    | Prueba                                     |
| ------------------------------------------ | ------------------------------------------ | ------------------------------------------ | ------------------------------------------ |
| 2021                                       | Heerenveen (Países Bajos)                  | Medalla de plata                           | Persecución por equipos                    |
| 2023                                       | Heerenveen (Países Bajos)                  | Medalla de plata                           | Persecución por equipos                    |
| 2024                                       | Calgary (Canadá)                           | Medalla de bronce                          | Persecución por equipos                    |
| 2025                                       | Hamar (Noruega)                            | Medalla de bronce                          | 1500 m                                     |